# National Soccer League 1989
La National Soccer League 1989 fue la decimotercera edición de la National Soccer League, la liga de fútbol profesional en Australia. El torneo estuvo organizado por la Federación de Fútbol de Australia (FFA). Esta competencia se disputó hasta 2004, para darle paso a la A-League (llamada Hyundai A-League), que comenzó en la temporada 2005-06. En esta temporada participaron 14 clubes.
Durante la temporada regular, los clubes disputaron 26 partidos, siendo el Marconi Fairfield el club que más puntos acumuló, con un total de 38, seguido por el St. George Saints con 32. Los cinco primeros equipos con mejores puntajes clasificaron a una ronda eliminatoria, para definir al campeón. De los cinco clasificados, el Sydney Olympic y Marconi Fairfield llegaron a la final que se disputó el 13 de septiembre de 1989, en el Parramatta Stadium.
La final la ganó el Marconi Fairfield, después de que Nastevski anotara un gol al minuto 91 de la etapa complementaria; el partido terminó un gol a cero. De esta manera el Marconi Fairfield obtuvo el campeonato australiano.
En cuanto a los premios de la competición, el futbolista con más goles fue Zlatko Nastevski del Marconi Fairfield con 20 goles, Bertie Mariani del Marconi Fairfield el mejor técnico y una vez más Zlatko Nastevski como los mejor jugador del año.

## Equipos participantes
| Equipo                   | Ciudad       | Estadio                     |
| ------------------------ | ------------ | --------------------------- |
| Marconi Fairfield        | Fairfield    | Marconi Stadium             |
| Wollongong Wolves        | Wollongong   | WIN Stadium                 |
| Adelaide City            | Adelaida     | Adelaide City Park          |
| APIA Leichhardt Tigers   | Leichhardt   | Lambert Park                |
| Sydney Olympic           | Sídney       | Belmore Sports Ground       |
| Sunshine George Cross FC | Sunshine     | Chaplin Reserve             |
| Heidelberg United        | Melbourne    | Olympic Village             |
| Melbourne JUST           | Melbourne    | Schintler Reserve           |
| South Melbourne          | Melbourne    | Lakeside Stadium            |
| Saint-George Saints FC   | Saint-George | St. George Stadium          |
| Preston Lions SC         | Preston      | B.T. Connor Reserve         |
| Melbourne Croatia FC     | Victoria     | Knights Stadium             |
| Sydney Croatia FC        | Edensor Park | Sydney United Sports Centre |
| Blacktown City FC        | Blacktown    | Lily Homes Stadium          |

## Clasificación
| Posición              | Equipo                 | PJ | PG | PE | PP | GF | GC | GD  | Puntos |
| --------------------- | ---------------------- | -- | -- | -- | -- | -- | -- | --- | ------ |
| 1                     | Marconi Fairfield      | 26 | 16 | 6  | 4  | 62 | 24 | +38 | 38     |
| 2                     | St. George Saints      | 26 | 12 | 8  | 6  | 33 | 24 | +9  | 32     |
| 3                     | Sydney Olympic         | 26 | 11 | 9  | 6  | 37 | 26 | +11 | 31     |
| 4                     | Melbourne Croatia      | 26 | 13 | 5  | 8  | 44 | 35 | +9  | 31     |
| 5                     | Preston Lions FC       | 26 | 11 | 8  | 7  | 31 | 24 | +7  | 30     |
| 6                     | Adelaide City          | 26 | 10 | 8  | 8  | 29 | 24 | +5  | 28     |
| 7                     | Sydney Croatia         | 26 | 10 | 8  | 8  | 25 | 25 | 0   | 28     |
| 8                     | South Melbourne FC     | 26 | 9  | 8  | 9  | 44 | 37 | +7  | 26     |
| 9                     | Wollongong City        | 26 | 8  | 7  | 11 | 22 | 29 | -7  | 23     |
| 10                    | APIA Leichhardt Tigers | 26 | 7  | 9  | 10 | 27 | 35 | -8  | 23     |
| 11                    | Sunshine George Cross  | 26 | 7  | 5  | 14 | 25 | 38 | -13 | 19     |
| 12                    | Blacktown City FC      | 26 | 5  | 9  | 12 | 28 | 50 | -22 | 19     |
| 13                    | Melbourne JUST         | 26 | 5  | 8  | 13 | 24 | 37 | -13 | 18     |
| 14                    | Heidelberg United      | 26 | 7  | 4  | 15 | 22 | 45 | -23 | 18     |
| Estadísticas finales. |                        |    |    |    |    |    |    |     |        |

|  |                                                                 |
|  | Equipos clasificados a eliminatorias.                           |
|  | Ambos equipos relegados a la National Premier Leagues Victoria. |

## Rondas eliminatorias

### Primera ronda
- St George-Budapest 1-0 Sydney Olympic[6]
- Melbourne Croatia 2-0 Preston Makedonia[6]

### Semifinal
- Marconi Fairfield 1-0 St George-Budapest[7]

- Sydney Olympic 3-2 Melbourne Croatia[7]

### Final preliminar
- St George-Budapest 0-1 Sydney Olympic[8]

### Final
| 13 de septiembre de 1989 | Marconi Fairfield | 1-0     | Sydney Olympic | Parramatta Stadium,    |                        |
|                          | Nastevski 91'     | Reporte |                | Árbitro(s): Jim Reeves | Árbitro(s): Jim Reeves |

## Premios
- Jugadores del año: Zlatko Nastevski (Marconi Fairfield)[1]
- Jugador del año categoría sub-21: Paul Trimboli (South Melbourne)[1]
- Goleador: Zlatko Nastevski (Marconi Fairfield- 20 goles)[1]
- Director técnico del año: Bertie Mariani (Marconi Fairfield)[1]

### Otros datos de interés
- Partidos con más goles:

- Melbourne Knights 6-0 Blacktown City
- Wollongong City 0-6 Marconi Fairfield